# Kidon
Kidon (en hebreo: "bayoneta") es el nombre del departamento que dentro del Mossad se encarga de la ejecución de terroristas. Su existencia fue revelada por Victor Ostrovsky (un antiguo katsa del Mossad) en el libro By Way of Deception, publicado en 1990. Se sospecha que el Kidon estuvo detrás de los asesinatos cometidos dentro de la Operación Cólera de Dios, llevada a cabo por Israel tras la Masacre de Múnich en 1972. Según el autor israelí Aaron Klein, Kidon era conocido como Caesarea hasta una reorganización llevada a cabo a mediados de la década de 1970.